# Gottfried Etzold
Gottfried Etzold (* 25. April 1936 in Dorpat) ist ein Autor aus Deutschland.

## Leben und Wirken
Er studierte Geschichte, Deutsch, Politik sowie Pädagogik 1957 – 1965 und 1970 – 1972 an der Universität Tübingen, der Universität Göttingen (bei Reinhard Wittram) und der Universität Hannover; Dr. phil. 1974. Von 1965 bis 1979 und 1985 – 1996 war er im Schuldienst, 1979 – 1985 Wissenschaftlicher Assistent an der TU Braunschweig, seit 1985 Studienrat in Braunschweig. 

## Mitgliedschaften
- Baltische Historische Kommission e.V., 1975 ordentliches Mitglied[1]

## Veröffentlichungen
Zu seinen Veröffentlichungen gehören:
- Seehandel und Kaufleute in Reval nach dem Frieden von Nystad bis zur Mitte des 18. Jahrhunderts. Marburg/Lahn: J. G. Herder-Institut 1975. XI, 245 S. (Wissenschaftliche Beiträge zur Geschichte und Landeskunde Ostmitteleuropas. Nr. 99.)
- Die Nürnberger Krämer- und Bauernhändler-Kompagnie in Reval 1743–1785. In: Reval und die baltischen Länder. Festschrift für Hellmuth Weiss zum 80. Geburtstag (Marburg/Lahn: J. G. Herder-Institut 1980) S. 313–327.
- Die Geschichtsschreibung der polnisch-schwedischen Zeit. In: Geschichte der deutschbaltischen Geschichtsschreibung (Köln, Wien: Böhlau 1986) S. 43–62.
- Baltische Studenten am Collegium Carolinum zu Braunschweig im 18. Jahrhundert. In: Aufklärung in den baltischen Provinzen Rußlands (Köln, Weimar, Wien: Böhlau 1996) S. 155–164.
- Johann Wilhelm von Krause (1757–1828), Erinnerungen – Herausgegeben von Gottfried Etzold, 2013–2022